# Список руководителей аппарата президента Армении
Руководитель аппарата президента Армении — государственный гражданский служащий, выполняющий непосредственное руководство работой аппаратом президента Армении, общее руководство которой выполняет президент Армении.

## Список руководителей аппарата президента Армении
- Караманукян, Шаген Левонович (1991—1997)
- Казарян, Карлос Багратович (1997—1998)
- Арутюнян, Алексан Максимович (05.02.1998 — 30.10.1999)
- Саргсян, Серж Азатович (01.11.1999 — 20.05.2000)
- Туманян, Арташес Самвелович (20.05.2000 — 02.2006)
- Геворгян, Армен Андраникович (02.2006 — 21.04.2008)
- Абраамян, Овик Аргамович (22.04.2008 — 06.09.2008)
- Карапетян, Карен Саркисович (30.09.2008 — 09.09.2011)
- Виген Саркисян (17.10.2011-)